# Бахледа-Цурусь, Катажина
Катажи́на Анна Бахле́да-Цу́русь (урожд. Вуйцицкая, пол. Katarzyna Anna Bachleda-Curuś (Wójcicka); род. 1 января 1980, Санок, Польша) — польская конькобежка, участница Олимпийских игр 2002, 2006, 2010 и 2014 годов. 57-кратная чемпионка Польши на отдельных дистанциях и 16-кратная в многоборье. Выступала за клубы «Górnik Sanok», «AZS Zakopane» и «Lks Poroniec Poronin». На Играх в Ванкувере в 2010 году выиграла бронзу, а на Играх в Сочи в 2014 году — серебро в командной гонке. На зимней Универсиаде 2007 года в Турине выиграла золотую медаль на дистанции 1500 метров.

## Биография
Катажина Вуйцицкая начала кататься на коньках в начальной школе № 4, где она училась. Преподаватель по физике водила их с классом на городской каток, который находился через дорогу. Заниматься конькобежным спортом она начала в возрасте 9 лет в родном Саноке под руководством тренера Марка Дрвеги. В 11 лет она впервые поехала соревноваться за границу, в Нидерланды. Там жила в чужой семье и привыкала к самостоятельности.
В 1994 году она впервые попала на подиум молодёжного чемпионата Польши, заняв 3-е место в многоборье. С 1995 по 1999 год становилась чемпионкой юниорского чемпионата Польши. В 1997 году выиграла первые медали на чемпионате Польши на взрослом уровне. В 1998 году Катажина впервые выиграла чемпионат Польши в спринтерском многоборье и на дистанциях 500, 1500 и 3000 м.
В сезоне 1998/99 дебютировала на Кубке мира и на чемпионате Европы, а также выиграла на Национальном чемпионате в многоборье, в спринте и на пяти дистанциях. В 2000 году дебютировала на чемпионате мира на одиночных дистанциях в Хамаре заняла лучшее 18-е место на дистанции 3000 м. В 2002 году участвовала на своих первых зимних Олимпийских играх в Солт-Лейк-Сити, где заняла 26-е места на дистанциях 1500 и 3000 м.
С 2003 по 2005 год Катажина участвовала на чемпионатах мира и Европы, но высоких результатов не показывала. В 2005 году на зимней Универсиаде в Инсбруке выиграла «бронзу» в забеге на 1000 м, а на чемпионате мира в Инцелле заняла 9-е место в забегах 1500 м и 3000 м. В январе 2006 года на чемпионате Европы в Хамаре заняла 10-е место в многоборье.
В феврале 2006 на зимних Олимпийских играх в Турине она участвовала на 4-х дистанциях и лучшим местом стало 8-е в забеге на 1000 м, на дистанции 3000 м заняла 10-е место, на 1500 м — 11-е и на 5000 м — 16-е место. Следом на чемпионате мира в Калгари заняла 14-е место в сумме многоборья.
На зимней Универсиаде 2007 года в Турине Катажина выиграла золотую медаль на дистанции 1500 метров, а также серебряную на 3000 м и бронзовую медаль на 1000 м.
В сезоне 2007/08 на чемпионате Европы в Коломне заняла 8-е место в многоборье, а через год повторила результат в Херенвене, в том же 2009 году поднялась на 5-е место в забеге на 5000 м на чемпионате мира в Ванкувере. В 2009 или 2010 году вышла замуж и далее выступала под фамилией Бахледа-Цурусь. На Играх в Ванкувере в 2010 году выиграла бронзу в командной гонке.
В 2010 году президентом Польши Лехом Качиньским награждена рыцарским крестом ордена Возрождения Польши. После Олимпиады в Ванкувере она сделала перерыв для рождения дочки, которую родила весной 2011 года. Вернулась в спорт в сезоне 2011/2012. В 2013 году Катажина впервые завоевала серебряную медаль в командной гонке на чемпионате мира на отдельных дистанциях в Сочи и заняла 6-е место в беге на 3000 м.
На Олимпийских играх в Сочи в 2014 году завоевала серебро в командной гонке. На дистанции 1500 м она заняла 6-е место. А вот в забеге на 3000 м заняла 7-е место, но была дисквалифицирована за пересечение раздельной полосы. В марте она участвовала на чемпионате мира в Херенвене и заняла 7-е место в сумме многоборье.
В 2014 году Катажина ушла в декрет. После рождения второй дочери в августе 2015 года она вернулась в сезоне 2016/17 к соревнованиям. В январе 2017 года на чемпионате Европы в многоборье заняла 11-е место. На чемпионате мира на одиночных дистанциях в Канныне Катажина стала 7-й в командной гонке и заняла на дистанции 1500 м 8-е место.
В январе 2018 года Катажина с партнёршами поднялась на 4-е место в командной гонке на чемпионате Европы в Коломне, а в феврале на зимних Олимпийских играх в Пхёнчхане в командной гонке заняла 7-е место, В забеге на 1500 м она стала 13-й,
В декабре 2018 года Катажина завершила спортивную карьеру из-за двух серьезных травм, которые мешали дальше выступать.

## Личная жизнь
Катажина замужем за Иаковом Бахледа-Цурусь и весной 2011 года родила дочку Ханю, а в августе 2015 года родила вторую дочь. Она любит читать, кататься на лыжах, слушать музыку, а также она большой любитель пельменей и грибного супа. Проживает с семьёй в Закопане.

## Награды

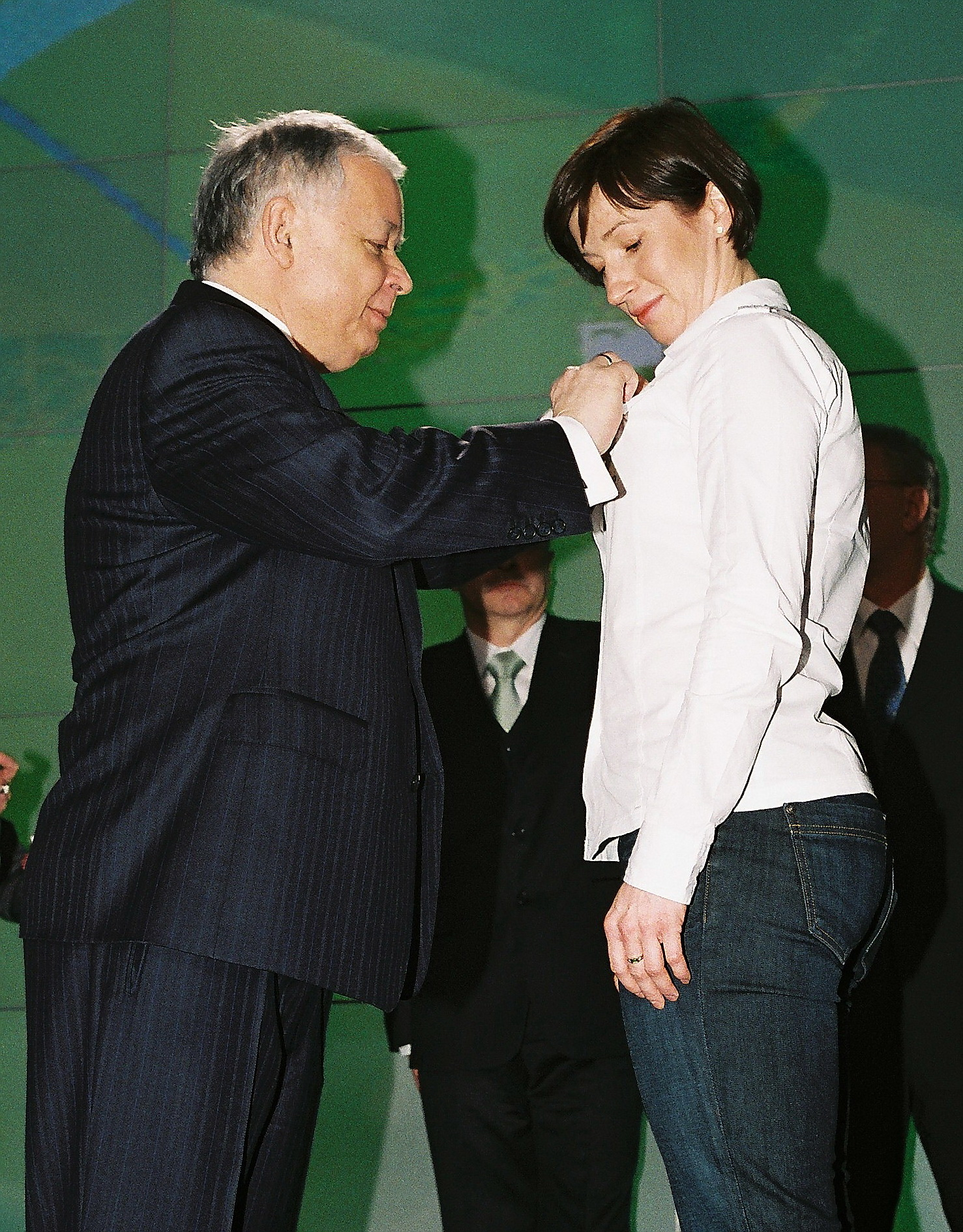
Лех Качиньский награждает Катажину Бахледа-Цурусь, 2010 год

- 2010 год — награждена Рыцарским крестом ордена Возрождения Польши
- 2014 год — награждена Офицерским крестом ордена Возрождения Польши